# Small Faces (film)
Pour les articles homonymes, voir Small Faces.
Pour plus de détails, voir Fiche technique et Distribution.
Small Faces est un film britannique réalisé par Gillies MacKinnon, sorti en 1996.

## Synopsis
Trois adolescents, des frères, Bobby qui fait partie d'un gang, Alan, fils à sa maman qui a du mal à gérer ses émotions, et Lex, un farceur qui ne doute de rien, vivent dans un quartier mal-fortuné de Glasgow, en Écosse, vers 1968. Un jour, Lex tue accidentellement le leader du gang de Bobby…

## Fiche technique
- Titre : Small Faces
- Réalisation : Gillies MacKinnon
- Scénario : Billy MacKinnon et Gillies MacKinnon
- Images : John de Borman
- Production : Billy MacKinnon, Steve Clark-Hall, Andrea Calderwood, Eddie Dick et Mark Shivas, pour Billy MacKinnon, British Broadcasting Corporation, Skyline Films et The Glasgow Film Fund
- Montage : Scott Thomas
- Décors : Zoe MacLeod et Pat Campbell
- Costumes : Kate Carin
- Pays d'origine : Royaume-Uni
- Langue : anglais
- Dialog Breakdown : Timothy Hodge
- Sound Effects : John Wahba
- Audio and Video Editing : Mike Nawrocki
- Audio and Video Engineering : Adam Holmes
- Directors of Information Technogoly : Wayne Zeithner, Tim Williams
- Image Handling : Wayne Zeithner, Kayln Lindgren, Jamie Chavez
- Content Advisor : Scootie Smith Ed.D.
- Tradition Music : Kurt Heinecke
- Format : Couleur - Dolby
- Genre : drame
- Durée : 108 minutes
- Dates de sortie :
  - 5 avril 1996  Royaume-Uni
  - 17 avril 1996  Belgique
  - 24 avril 1996  France
  - 14 août 1996  États-Unis

## Distribution
- Iain Robertson : Lex Maclean
- Joe McFadden : Alan Maclean
- Jill McWilliams : Alexander M. Smith
- Joe Spadaford : roi George (Show number 2)
- Joe Sapulich : reine Esther (Show number 3)
- Tim Johnson : Rack (Show number 17)
- Tim Hodge : Joe (Show number 18)
- Steven Duffy : Bobby Maclean
- Laura Fraser : Joanne Macgowan
- Garry Sweeney : Charlie Sloan
- Clare Higgins : Lorna Maclean
- Kevin McKidd : Malky Johnson
- Mark McConnochie : Gorbals
- Steven Singleton : Welch
- David Walker : Fabio

## Distinctions

### Récompenses
- Prix du meilleur nouveau film britannique décerné lors du Festival international du film d'Édimbourg 1995, à Gillies MacKinnon
- Tigre d'or au Festival de Rotterdam de 1996, pour Gillies MacKinnon

### Nominations
- Nommé au prix de la BAFTA Scotland 1997 du meilleur scénario écossais, Gillies MacKinnon et Billy MacKinnon
- Film classé en 98e position dans la Liste dressée par le British Film Institute des 100 meilleurs films britanniques[1]